# Jessica DiCicco
Jessica Sonya DiCicco (Los Angeles, 10 giugno 1980) è un'attrice e doppiatrice statunitense. Nota soprattutto per aver prestato la voce a diversi personaggi dell'animazione e dei videogiochi, alcuni dei suoi ruoli principali sono stati quelli di Maggie dell'omonima serie, e di Principessa Fiamma in Adventure Time. In passato è stata la speaker principale dei blocchi televisivi Nogging, di Nickelodeon, e Miguzi, di Cartoon Network. Ha ricevuto una nomination al Daytime Emmy per aver prestato la voce a Malina in A scuola con l'imperatore.

## Biografia
Jessica DiCicco è nata a Los Angeles, in California, figlia dell'attore televisivo e cinematografico Bobby Di Cicco. La sua famiglia si è trasferita a New York quando era giovane. In seconda elementare, è stata selezionata da Marlo Thomas per apparire nello speciale televisivo Free to Be... a Family di ABC. Fu anche scritturata da Francis Ford Coppola ne Il padrino - Parte III, nel ruolo di una bambina senza nome. In quel periodo è stata ospite anche in Kate e Allie. Nel 1993 ha interpretato la giovane Cindy Zagarella del film Verso il paradiso.

## Premi e riconoscimenti
Young Artist Awards
- 1999 - Nomination come miglior performance in un film TV/Episodio pilota/Video - Cast giovane per Bus No. 9

Daytime Emmy Awards
- 2008 - Nomination come miglior artista in una serie animata per A scuola con l'imperatore

Behind the Voice Actors Awards
- 2013 - Nomination come miglior doppiatrice dell'anno
- 2014 - Nomination come miglior insieme vocale in una serie televisiva - Commedia/Musical per Adventure Time
- 2014 - Miglior insieme vocale in una serie televisiva - Commedia/Musical per Adventure Time
- 2015 - Nomination come miglior insieme vocale in un videogioco per Lightning Returns: Final Fantasy XIII
- 2015 - Nomination come miglior voce femminile in una serie televisiva come ospite - Commedia/Musical per Gravity Falls
- 2015 - Nomination come miglior voce femminile in una serie televisiva come ruolo di supporto - Commedia/Musical per Gravity Falls
- 2015 - Nomination come miglior voce femminile in una serie televisiva - Per bambini/Educativa per Callie sceriffa del West
- 2015 - Nomination come miglior voce femminile in un videogioco come ruolo di supporto per Lightning Returns: Final Fantasy XIII
- 2015 - Miglior voce femminile in una serie televisiva come ruolo di supporto - Azione/Dramma per Winx Club: Bloomix
- 2015 - Miglior voce femminile in una serie televisiva come ospite - Commedia/Musical per Gravity Falls
- 2015 - Miglior doppiatrice dell'anno
- 2016 - Nomination come miglior cast vocale in una serie televisiva per Gravity Falls
- 2017 - Miglior insieme vocale in una nuova serie televisiva per A casa dei Loud